# Narratieve poëzie
Narratieve poëzie (ook verhalende dichtkunst of epische poëzie genoemd) is poëzie die een verhaal vertelt. Het is een poëziegenre waartoe zowel korte als langere gedichten kunnen behoren en waarbij het verhaal eenvoudig of complex kan zijn. Meestal wordt een regelmatig rijmschema en metrum gehanteerd. Voorbeelden van verhalende gedichten zijn heldendichten, balladen, idylles en lays. Het oudste overgeleverd verhalend gedicht is het Babylonische epos van Gilgamesj dat dateert uit het 2e millennium v.Chr.. In de Middelnederlandse literatuur zijn de ballade 'Heer Halewijn zong een liedekijn' en het Arthurverhaal Ferguut bekende voorbeelden. 
In sommige gevallen wordt verhalende poëzie gepresenteerd in de vorm van een roman in verzen. Een voorbeeld hiervan is The Ring and the Book van Robert Browning. Een romance is een verhalend gedicht dat een verhaal vertelt over ridderlijkheid. Voorbeelden hiervan zijn Romance of the Rose van Alfred Tennyson. Romancedichters behandelen  vaak idyllisch voorgestelde taferelen uit de middeleeuwen en uit de klassieke mythologie of inspireren zich op verhalen over de legendarische koning Arthur.
Kortere verhalende gedichten vertonen vaak stilistische gelijkenissen met korte verhalen. Soms zijn deze korte verhalen verzameld in aan elkaar verwante groepen, zoals bij Chaucers Canterbury Tales. Sommige vormen van literatuur bevatten prozaverhalen waarin ook gedichten en poëtische intermezzo's zijn opgenomen. Zo is veel oude Ierse poëzie opgenomen in prozaverhalen, en de oude Noordse sagen omvatten zowel incidentele poëzie als biografieën van dichters. Een voorbeeld is "The Cremation of Sam McGee" door Robert Service.

## Narratieve gedichten
- Beowulf (gedicht) (anoniem)
- The Book of the Duchess van Geoffrey Chaucer
- The Canterbury Tales van Geoffrey Chaucer
- The Charge of the Light Brigade van Alfred Tennyson
- De Goddelijke Komedie van Dante
- Cantar de Mio Cid, anoniem middeleeuws episch gedicht
- Poëtische Edda (anoniem)
- Ilias en Odyssee van Homerus
- Gilgamesj-epos
- De Legende van Sigurd en Gudrún van J.R.R. Tolkien
- The Faerie Queene van Edmund Spenser
- Aeneis van Vergilius
- Piers Plowman van William Langland
- Jevgeni Onegin van Aleksandr Poesjkin
- The Raven van Edgar Allan Poe
- The Rime of the Ancient Mariner van Samuel Taylor Coleridge
- The Song of Hiawatha van Henry Wadsworth Longfellow
- The Prelude van William Wordsworth
- Venus and Adonis van William Shakespeare
- The Rape of Lucrece van William Shakespeare